# Сибирская горница
Издательский дом «Сибирская горница» — новосибирское издательство, основанное в 1995 году.

## История
Издательство было основано в марте 1995 года группой писателей: Михаилом Щукиным, А. И. Плитченко и другими. До 1999 года действовало под названием «Горница».

## Деятельность
Первым изданием «Горницы» был журнал с одноимённым названием, впервые опубликованный в мае 1995 года. После 1999 года вместе с издательством журнал стал называться «Сибирской горницей». Цель издательства, и в частности журнала, состояла в публиковании наиболее значимых работ новосибирских писателей. В журнале публиковались Г. Падерин, Н. Головин, П. Дедов, молодые авторы, на его страницах появлялись также старые произведения различных новосибирских писателей, кроме того, здесь печатались исторические и краеведческие статьи. Осенью 1997 года редакция инициировала в Искитимском районе устные выпуски журнала.
В числе опубликованных работ издательского дома есть также научные труды — книги И. Ф. Цыплакова, Н. Н. Яновского.
Издательство выпускает книги и брошюры, большая часть которых содержат стихотворные произведения.